# Gilly-Goldberger Pál
Gilly-Goldberger Pál, Paul von Goldberger (Bécs, 1881. január 14. – Łódźi gettó, 1942. március 26.) válogatott labdarúgó, kapus.

## Pályafutása

### Klubcsapatban
1898 és 1900 között a First Vienna csapatában kezdte a labdarúgást. 1900–01-ben a budapesti MFC játékosa volt. 1901 és 1905 között a berlini BTuFC Britannia 1892, 1905–06-ban a svájci Old Boys 1906–07-ben a német Freiburger FC labdarúgója volt. 1907 és 1910 között a 33 FC csapatában szerepelt. 1910–11-ben a német Frankfurter Kickers, majd 1911–12-ben a Frankfurter FV játékosa volt.
Weisz Ferenchez hasonlóan nagyon sokoldalú játékos volt. Kapustól a balszélsőig minden poszton szerepelt. A legjobb teljesítmény kapusként nyújtotta, ahol leginkább a jó helyezkedéssel tűnt ki.

### A magyar válogatottban
1901-ben a Richmond AFC, majd a Surrey Wanderers ellen két alkalommal szerepelt a magyar válogatottban hátvédként. Hivatalos mérkőzésen
1908-ban egy alkalommal védett a válogatott csapatban.

## Statisztika

### Mérkőzései a magyar válogatottban
| Magyarország | Magyarország      | Magyarország               | Magyarország | Magyarország | Magyarország     | Magyarország | Magyarország | Magyarország |
| #            | Dátum             | Helyszín                   | Hazai        | Eredmény     | Vendég           | Kiírás       | Gólok        | Esemény      |
| ------------ | ----------------- | -------------------------- | ------------ | ------------ | ---------------- | ------------ | ------------ | ------------ |
|              | 1901. április 11. | Budapest, Millenáris-pálya | Magyarország | 0 – 4        | Richmond AFC     | barátságos   | -            |              |
|              | 1901. április 13. | Budapest, Millenáris-pálya | Magyarország | 1 – 6        | Surrey Wanderers | barátságos   | -            |              |
| 1.           | 1908. április 5.  | Budapest, Millenáris-pálya | Magyarország | 5 – 2        | Csehország       | barátságos   | -            |              |
|              | Összesen          |                            |              | 1            | mérkőzés         |              | 0            | gól          |